# Regering-Beust

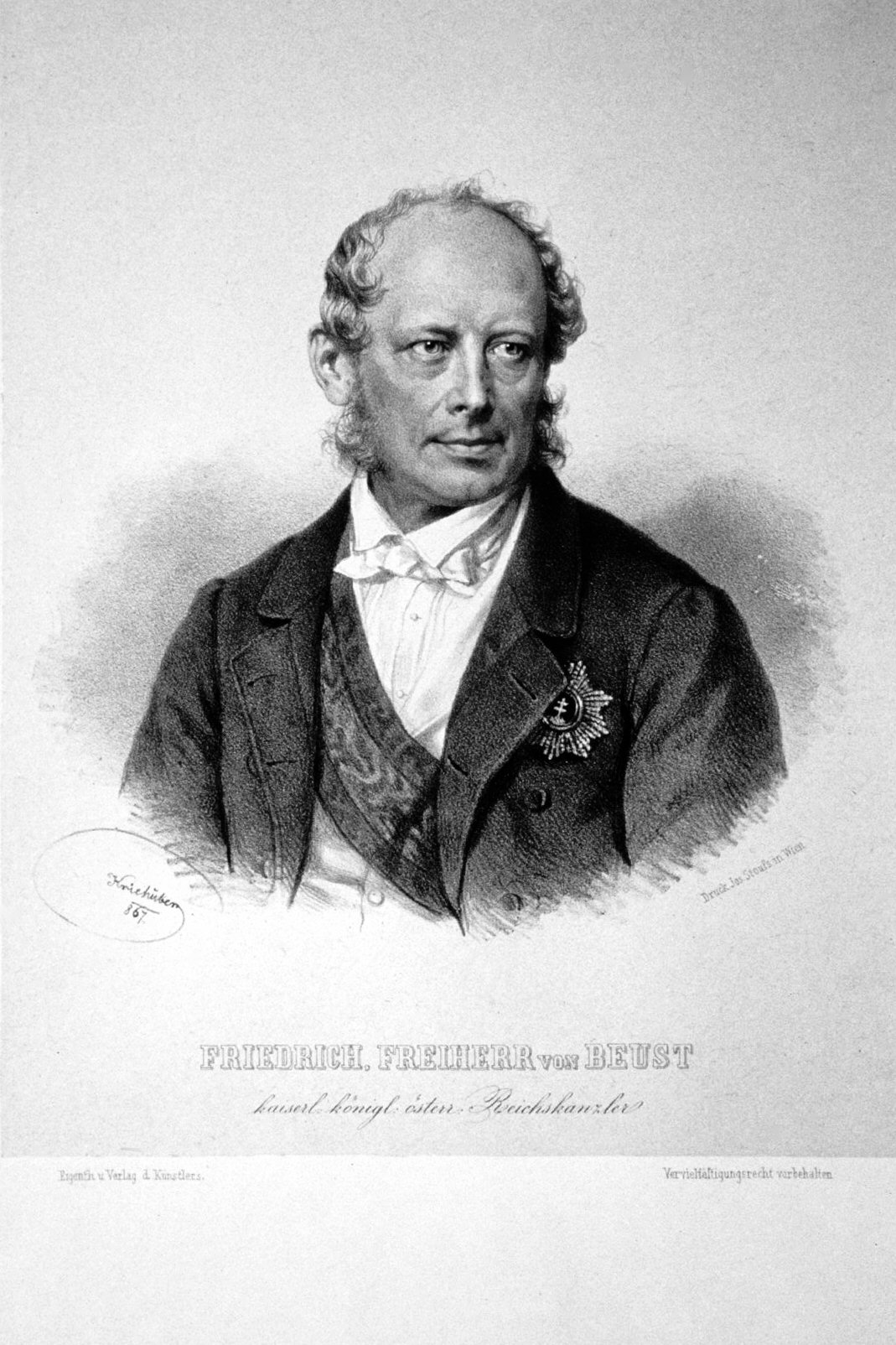
Minister-president Beust

De regering-Beust was de regering die Cisleithanië (de Oostenrijkse rijkshelft van Oostenrijk-Hongarije) bestuurde van 7 februari 1867 tot 23 december 1867. De regering stond onder leiding van baron Friedrich Ferdinand von Beust.

## Samenstelling
| Functie                           | Naam                                                          | Begin van ambtstermijn        | Einde van ambtstermijn         |
| --------------------------------- | ------------------------------------------------------------- | ----------------------------- | ------------------------------ |
| Minister-president                | Friedrich Ferdinand von Beust                                 | 7 februari 1867               | 23 december 1867               |
| Minister van Buitenlandse Zaken   | Friedrich Ferdinand von Beust                                 | 7 februari 1867               | 23 december 1867               |
| Minister van Handel               | Bernhard von Wüllerstorf-Urbair Franz Karl Becke (waarnemend) | 7 februari 1867 18 april 1867 | 18 april 1867 23 december 1867 |
| Minister van Cultuur en Onderwijs | Eduard Taaffe Anton Hye von Glunek (waarnemend)               | 7 februari 1867 27 juni 1867  | 27 juni 1867 23 december 1867  |
| Minister van Financiën            | Franz Karl Becke                                              | 7 februari 1867               | 23 december 1867               |
| Minister zonder portefeuille      | Friedrich Ferdinand von Beust                                 | 7 februari 1867               | 23 december 1867               |
| Minister van Binnenlandse Zaken   | Eduard Taaffe                                                 | 7 februari 1867               | 23 december 1867               |
| Minister van Justitie             | Emanuel Heinrich Komers von Lindenbach Anton Hye von Glunek   | 7 februari 1867 27 juni 1867  | 27 juni 1867 23 december 1867  |
| Minister van Oorlog               | Franz von John                                                | 7 februari 1867               | 23 december 1867               |

Beust · Burgerministerie · Potocki · Hohenwart · Holzgethan · A. Auersperg · Stremayr · Taaffe (II) · Windisch-Graetz · Kielmansegg · Badeni · Gautsch I · Thun · Clary · Wittek · Koerber I · Gautsch II · Hohenlohe · Beck · Bienerth · Gautsch III · Stürgkh · Koerber II · Clam-Martinic · Seidler · Hussarek · Lammasch